# Адаєво
Ада́єво (рос. Адаево) — присілок у складі Кувандицького міського округу Оренбурзької області, Росія.

## Населення
Населення — 88 осіб (2010; 106 у 2002).
Національний склад (станом на 2002 рік):
- росіяни — 92 %